# Patricio Lynch

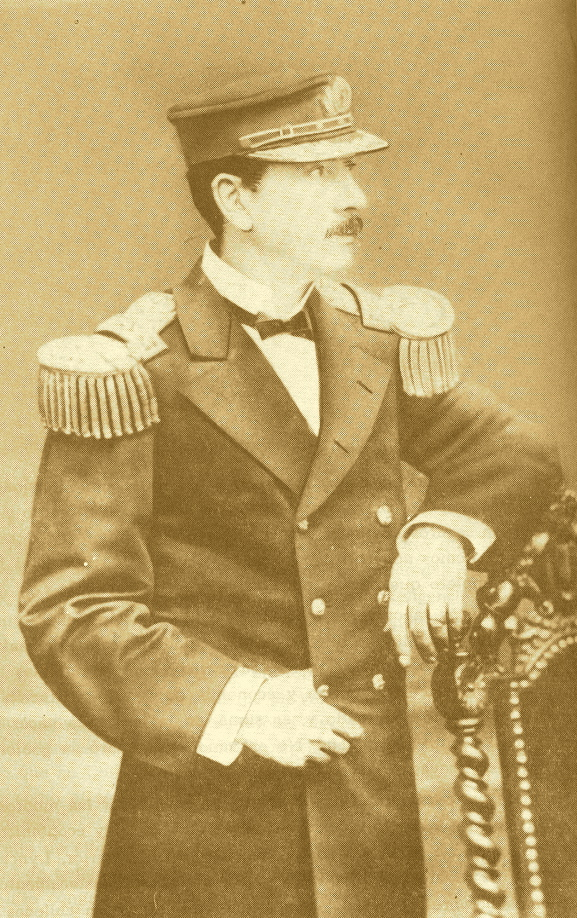
Patricio Lynch jako komendant chilijskich sił okupacyjnych w Peru, 1882

Particio Javier de los Dolores Solo de Zaldivar (ur. 1 grudnia 1824 w Santiago, zm. 13 maja 1886 na morzu w pobliżu Teneryfy) – chilijski wojskowy, wiceadmirał Marynarki Chilijskiej, dowódca chilijskich wojsk okupacyjnych w Peru podczas wojny o saletrę, zwany Ostatnim wicekrólem Peru.
Był synem Estanislao Lyncha Roo – Argentyńczyka pochodzenia irlandzkiego – i Carmen Solo de Zaldivar Rivera pochodzącej z jednej z najbardziej znanych rodzin chilijskich.
Początkowo uczęszczał do kolegium argentyńskiego braci Zapata (jego kolegami byli Anibal Pinto i Manuel Baquedano). W wieku dwunastu lat wstąpił do akademii wojskowej. Brał udział w wojnie konfederacji peruwiańsko-boliwijskiej z Chile (walczył m.in. w bitwie morskiej pod Socabaya). W lutym 1840 roku wstąpił w szeregi Marynarki Brytyjskiej. Brał udział w pierwszej wojnie opiumowej na pokładzie fregaty Calliope. Do Chile wrócił w 1847 roku wstępując do marynarki w stopniu porucznika. W 1849 roku poślubił wdowę Julię Borgoño Vergarę – z małżeństwa tego przyszły na świat dwie córki (Julia i Maria Teresa) i syn noszący imię po ojcu. W Valparaiso służył jako adiutant admirała Manuela Blanco Encalady. Brał udział w rewolucji 1851 roku po stronie rządu. Po konflikcie z prezydentem Manuelem Monttem opuścił marynarkę w 1854 roku. Zajął się wówczas gospodarowaniem w haciendzie. W szeregi armii powrócił podczas wojny Peru i Chile z Hiszpanią w 1866 roku, nie brał jednak udziału w walkach. W 1867 roku został komendantem marynarki w Valparaiso. Brał udział w akcji restrukturyzacji floty chilijskiej.
Na początku wojny o saletrę został przeniesiony w szeregi wojsk lądowych zostając komendantem głównym wojsk transportowych. W 1880 roku dowodził tzw. ekspedycją Lyncha. Później brał udział w bitwach pod Chorillos i Miraflores. 4 maja 1881 roku został Komendantem Głównym Armii Okupacyjnej w Peru. Odbudował pocztę, koleje, telegrafy, służbę zdrowia i więziennictwo.
W 1882 roku został wybrany deputowanym do parlamentu.
20 sierpnia 1884 powrócił do Valparaiso gdzie został przyjęty z wielkimi honorami. W uznaniu zasług otrzymał – jako pierwszy Chilijczyk – stopień kontradmirała. W 1884 roku został mianowany ministrem pełnomocnym w Hiszpanii z misją wynegocjowania pokoju po wojnie w 1866 roku. Wobec pogorszenia się stanu zdrowia podjął decyzje o powrocie do Chile, zmarł krótko po wypłynięciu z portu na pokładzie statku Cotopaxi.